# Trytoma groniasta

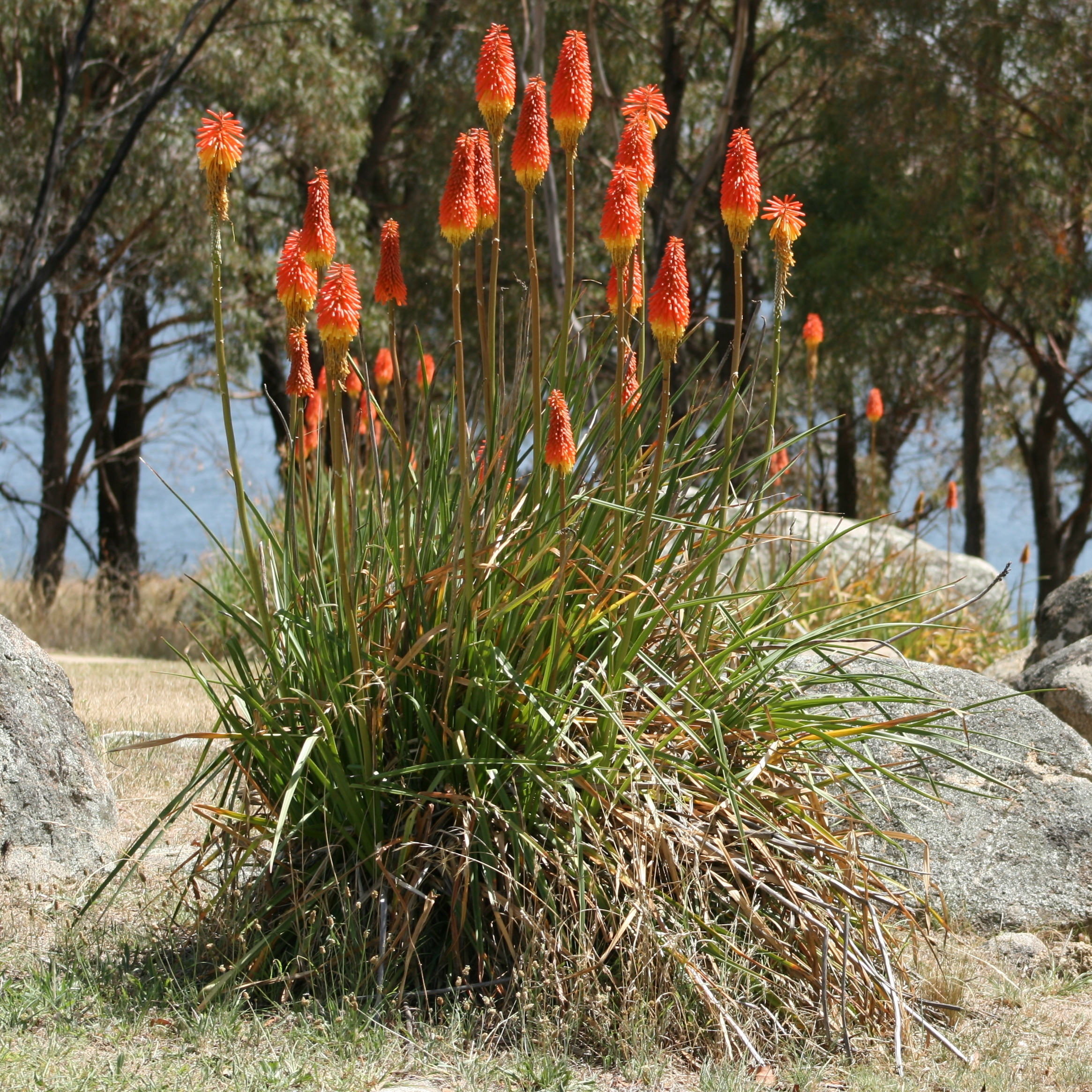
Pokrój kępy roślin

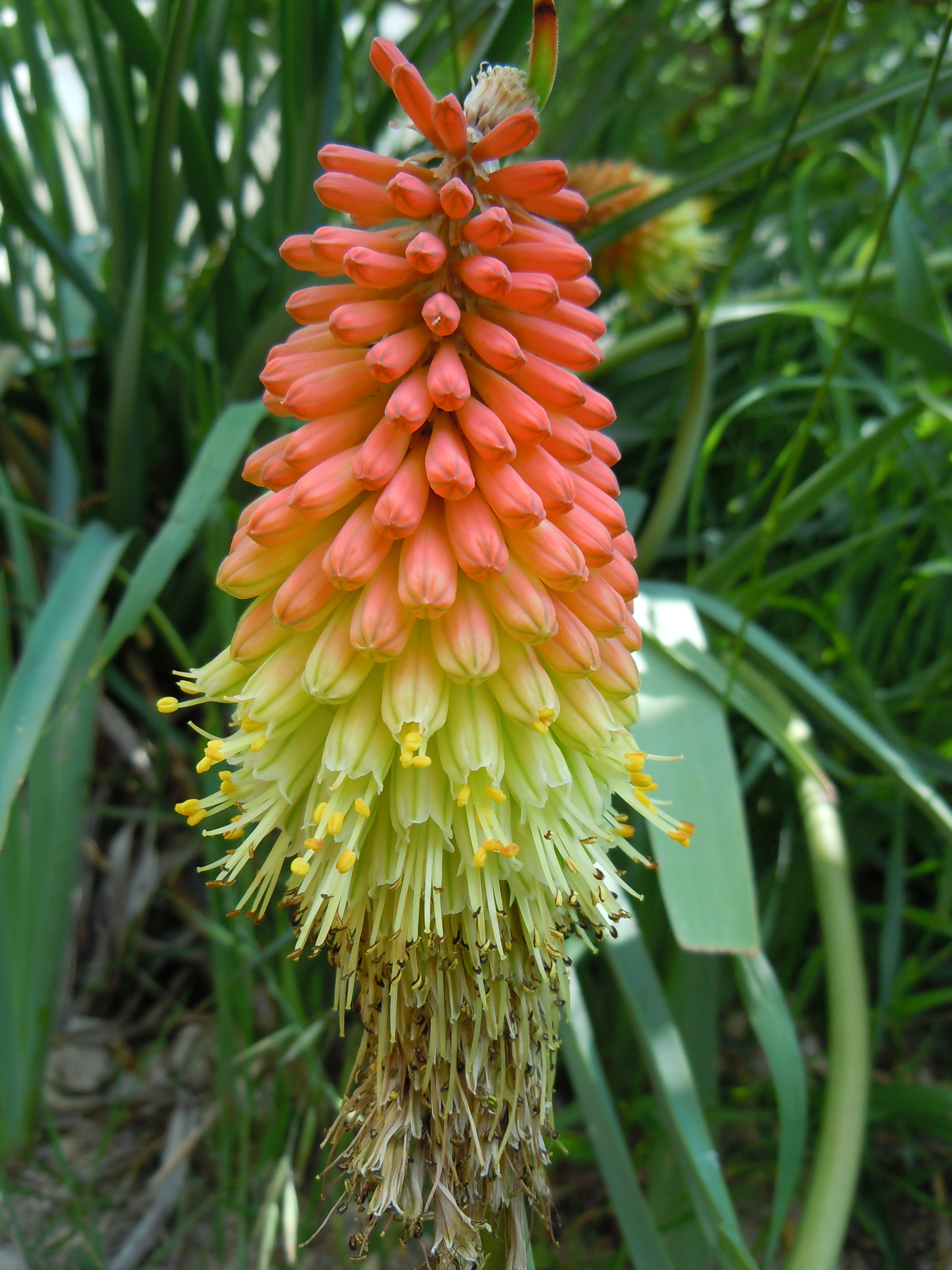
Kwiatostan

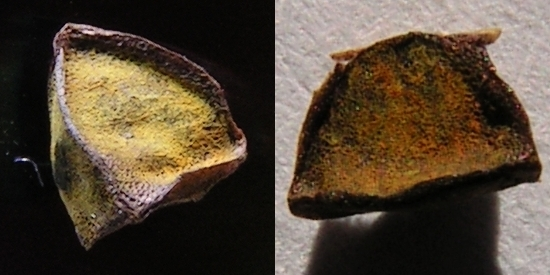
Przekrój nasiona

Trytoma groniasta, knifofia groniasta, knifofia ogrodowa, trytoma ogrodowa (Kniphofia uvaria (L.) Oken) – gatunek wieloletnich, naziemnopączkowych roślin z rodziny złotogłowowatych, pochodzący z Kraju Przylądkowego, introdukowany do Hiszpanii, na Wyspę Świętej Heleny, do Turcji i Meksyku, a także do Wielkiej Brytanii i Irlandii oraz na Wyspy Normandzkie i Maderę. Gatunek jest rośliną rodzicielską wielu kultywarów pochodzenia mieszańcowego, uprawianych w ogrodach na całym świecie i znanych pod zbiorową nazwą trytomy ogrodowej.
Roślina ta została po raz pierwszy opisana w 1753 przez Karola Linneusza jako gatunek aloesu pod nazwą Aloe uvaria. 14 lat później Linneusz wyodrębnił ją z rodzaju aloes do osobnego rodzaju Aletris. W kolejnych latach botanicy zmieniali klasyfikację tego gatunku: Carl Ludwig Willdenow w 1799 do rodzaju Veltheimia, John Bellenden Ker Gawler w 1804 do rodzaju Tritoma, Johann Heinrich Friedrich Link w 1821 do rodzaju Tritomanthe, a następnie w 1829 do rodzaju Tritomium. W 1841 Lorenz Oken uznał tę roślinę za przedstawiciela rodzaju Kniphofia (opisanego w 1794 przez Conrada Moencha) i taka klasyfikacja obowiązuje do czasów współczesnych.

## Morfologia
PokrójWzniesione, tworzące kępy rośliny o długich liściach, osiągające wysokość 120 cm.
ŁodygaGrube kłącze, rzadko łodyga naziemna.
LiścieLiście odziomkowe, równowąskie, zwężające się stopniowo aż do wierzchołka, o marginesach całobrzegich lub skąpo ząbkowanych w kierunku wierzchołka, głęboko rynienkowate, najpierw sztywno wyprostowane, potem rozłożyście wyginające się, ciemnozielone do modrych, twarde, osiągające szerokość 2 cm.
KwiatyRośliny tworzą pojedynczy, groniasty kwiatostan, wyrastający na wzniesionym głąbiku o długości do 1 metra. Bezpośrednio pod gronem powstają drobne przylistki. Grono podłużne do kulistego, osiąga długość od 4,5 do 11 cm. Kwiaty otwierają się od dołu do góry. Pąki jasnoczerwone do czerwono-zielonkawych, kwiaty zwisające, pomarańczowo-żółte do zielonkawo-żółtych. Korona kwiatu zrosłopłatkowa, rurkowata lub wąsko dzwonkowata, jedynie wierzchołkowo rozdzielona na 6 drobnych płatków, osiąga długość 4 cm. Kwiaty o 6 często spiralnie skręconych pręcikach i pojedynczej, trójkomorowej zalążni. W każdej komorze zalążni powstaje wiele zalążków.
OwoceOwocostan składa się z kulistych lub jajowatych torebek.

## Nazewnictwo
Etymologia nazwy naukowejNazwa naukowa rodzaju Kniphofia została nadana na cześć żyjącego w XVIII wieku niemieckiego lekarza i botanika Johannesa Kniphofa, profesora Uniwersytetu w Erfurcie. Nazwa gatunkowa pochodzi od łacińskiego słowa uva, oznaczającego grono owoców winorośli (winogrono) i oznacza groniasty.
Nazwy zwyczajoweW języku polskim rodzaj Kniphofia znany jest pod nazwą trytoma, odnoszącą się do nazwy naukowej rodzaju Tritoma, do którego w XIX wieku, wyodrębniono niektóre gatunki zaliczone obecnie do rodzaju Kniphofa. Trytoma groniasta była znana pod nazwą naukową Trytoma uvarii jedynie na początku XIX wieku (od 1841 jej nazwa naukowa to Kniphofia uvaria). Prawdopodobnie w tamtym okresie roślina ta została rozpowszechniona w Europie jako roślina ogrodowa, dlatego ówczesna nazwa łacińska przyjęła się i obowiązuje do dzisiaj, jest m.in. wymieniona jako nazwa podstawowa w „Słowniku roślin zielnych” W. Gawrysia z roku 2008, a także w opracowaniu „Botanica” z 2005 roku. W handlu kultywary tego gatunku spotyka się pod nazwą „płonąca pochodnia”.
Synonimy
- synonimy nomenklaturowe:
  - Aloe uvaria L. – bazonim
  - Aletris uvaria (L.) L.
  - Aloe rigida Salisb.
  - Veltheimia uvaria (L.) Willd.
  - Tritoma uvaria (L.) Ker Gawl.
  - Tritomanthe uvaria (L.) Link
  - Tritomium uvaria (L.) Link
  - Triclissa uvaria (L.) Salisb.
- synonimy taksonomiczne:
  - Aloe longifolia Lam.
  - Kniphofia alooides Moench
  - Veltheimia speciosa Roth
  - Tritoma burchellii Sweet ex Lindl.
  - Kniphofia burchellii (Sweet ex Lindl.) Kunth
  - Kniphofia odorata Heynh.
  - Tritoma glauca H.Vilm.
  - Tritoma recurva H.Vilm.
  - Tritoma nobilis Guillon
  - Tritoma saundersii Carrière
  - Tritoma canari Carrière
  - Kniphofia uvaria var. nobilis (Guillon) Baker
  - Kniphofia uvaria var. serotina Baker
  - Kniphofia bachmannii Baker
  - Kniphofia uvaria var. glaucescens
  - Kniphofia occidentalis A.Berger

Homonimy
- Kniphofia uvaria (L.) Hook., Botanical Magazine 80, ryc. 4816 (1854)

## Zastosowanie
Trytoma groniasta jest formą macierzystą wielu kultywarów uprawianych na całym świecie jako rośliny ozdobne. Do najbardziej znanych odmian uprawnych tego gatunku należą:
- 'Candlelight'
- 'Early Hybrids'
- 'Flamenco'
- 'Grandiflora'
- 'Lord Roberts'
- 'Malibu Yellow'
- 'Maxima Globosa'
- 'Nobilis'
- 'Pfitzer's Hybrid Mix'
- 'Pfitzeri'
- 'Royal Castle'

## Uprawa
Trytoma groniasta jest rośliną mrozoodporną (strefy mrozoodporności 5–10). Wymaga stanowisk otwartych, pełnego nasłonecznienia, gleby przepuszczalnej i obfitego podlewania w okresie letnim. Kwitnie od późnego lata do jesieni. Rozmnaża się przez podział kęp wiosną.